# Haseauenverein
Haseauenverein (offiziell: Verein zur Revitalisierung der Haseauen e.V.) ist der Name eines Vereins, „der sich im gesamten ca. 3.000 km² großen Einzugsgebiet der Hase ausschließlich mit der naturnahen Entwicklung der Fließgewässer und ihrer Auen befasst.“  Mitglieder des Vereins sind Gebietskörperschaften (d. h. Landkreise, Städte und Gemeinden), Institutionen und Privatpersonen aus den Bereichen Naturschutz, Wasserwirtschaft, Land- und Forstwirtschaft, Fischerei, Wassersport, Jagd und Tourismus.

## Vernetzungen
Der Haseauenverein ist ein Verein, dessen Mitglieder miteinander vernetzt sind. Darüber hinaus ist der Verein Mitglied diverser Netzwerke. Einer der wichtigsten Kooperationspartner ist der Dachverband Hase. Hauptaufgabe dieses Verbandes ist die Koordination der Kooperation der vier Wasserverbände im Einzugsbereich der Hase. Dabei handelt es sich um:
- Wasserverband Hase-Bever
- Wasserverband Mittlere Hase
- Hase-Wasseracht
- Wasserverband Untere Hase[3]

Da im Allgemeinen Wasserverbände Besitzrechte an den Fließgewässern haben, für die sie zuständig sind, und die Verpflichtung übernommen haben, die öffentlichen Wasserzüge zu unterhalten, sind sie in der Regel Träger der Ausführung auch solcher Maßnahmen, die vom Haseauenverein initiiert wurden. Der Haseauenverein arbeitet auch mit dem Natur- und Geoparks TERRA.vita zusammen. Die Belange vieler der vom Naturpark betreuten Schutzgebiete werden auch bei Planungen des Haseauenvereins berücksichtigt.

## Geschichte
Der Haseauenverein wurde im Jahr 1997 als überregionales Netzwerk der Akteure gegründet. Gründungsmitglieder des Vereins waren die Landkreise Osnabrück, Emsland, Cloppenburg, der Kreis Steinfurt, die Stadt Osnabrück sowie die Landwirtschaftskammer Niedersachsen. Die Initiative zur Gründung des Vereins ging 1996 von Vertretern Unterer Naturschutzbehörden in an der Hase gelegenen Gebietskörperschaften aus.
Der Landkreis Vechta trat dem Verein im Jahr 2017 bei. Im Jahr 2022 hatte der Verein 75 Mitglieder.

## Spezifische Funktion des Haseauenvereins im System der Netzwerke
Im Jahr 2021 veröffentlichte der Niedersächsische Landesbetrieb für Wasserwirtschaft, Küsten- und Naturschutz (NLWKN) einen Bericht von Björg Dewert, der Geschäftsführerin des Haseauenvereins, und Norbert Gepp über die Aktivitäten des Vereins in den damals 24 Jahren seines Bestehens. Der Bericht enthält eine chronologisch geordnete Tabelle über seine konkreten Aktivitäten, vor allem aber eine Beschreibung der spezifischen Funktion des Vereins im System der Netzwerke, in die er eingebunden ist.
Durchaus selbstkritisch beschreiben die Autoren den Standort ihres Vereins mit den Worten: „Naturschutzprojekte scheitern heute weniger an technischen Problemen, sondern an fehlender politischer Zustimmung oder an Widerständen von Akteursgruppen, die nicht ausreichend und frühzeitig beteiligt wurden. Festgefahrene Prozesse bedürfen oft jahrelanger vertrauensbildender Maßnahmen, bevor weitergearbeitet werden kann. Viele Empfindlichkeiten lassen sich zunehmend trotz umsichtiger Planung von Projekten gar nicht abschätzen und erschweren Umsetzungen dann massiv. Ein permanenter Zusammenschluss der relevanten Akteure ist dabei heute mehr noch als vor 24 Jahren von unschätzbarem Wert und schafft bei einem fairen Umgang über die Jahre eine grundsätzliche Vertrauensbasis, die dem zunehmenden Zeitgeist des ‚falsch verstehen Wollens‘ entgegenwirkt und damit zum Modell für jeden Gewässerlauf werden sollte. Noch ist ein Großteil der Fließgewässer im Einzugsgebiet der Hase stark begradigt, teilweise eingedeicht oder verrohrt. Die natürliche Abflussdynamik und Rückhaltung ist durch Flächenversiegelung, standortfremde Flächennutzung und Zunahme der Extremwetterlagen gestört. Es mangelt an Pufferzonen zur Vermeidung negativer Einträge aus angrenzenden Nutzungen. Die ökologische Durchgängigkeit, wichtige Lebensraumstrukturen und die Fließgewässerdynamik fehlen. Es gibt also für den Haseauenverein noch viel zu tun“.

## Projekte

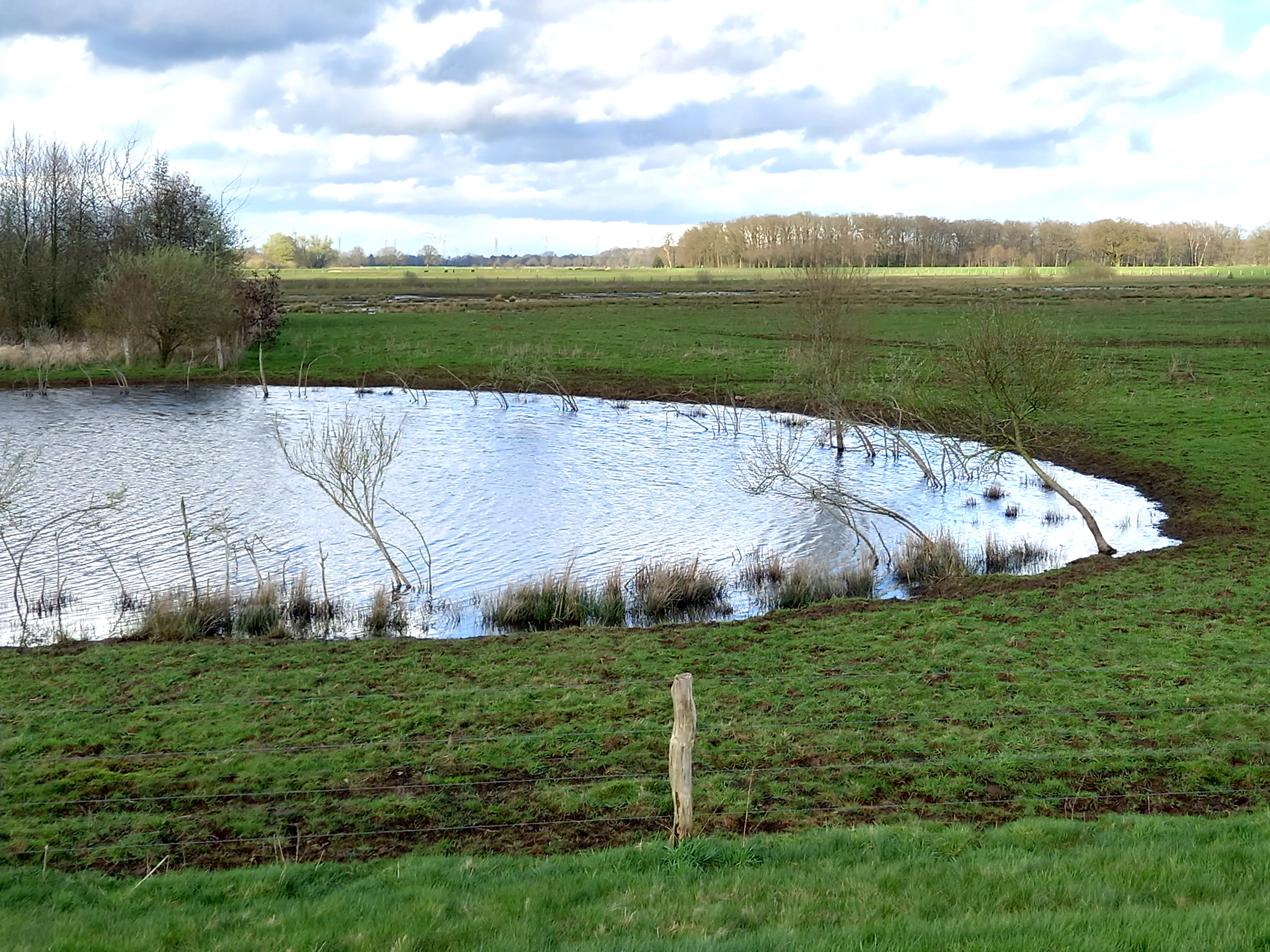
Blänke auf einer 46 ha großen zusammenhängenden Fläche östlich der Mittleren Hase in Gehrde-Rüsfort

In einer Übersicht, in der der Haseauenverein die wichtigsten Projekte vorstellt, die er seit 2011 in Angriff genommen bzw. unterstützt hat, sortiert er diese nach vereinsintern definierten Regionen. Der Haseauenverein unterscheidet die fünf Regionen:
- Region  Melle – Bissendorf – Osnabrück
- Region Lotte – Wallenhorst – Bramsche – Düte
- Region Bersenbrück – Artland
- Region Essen – Löningen – Vechta
- Region Herzlake – Haselünne – Meppen[14]

Der Haseauenverein betrachtet seine Mitwirkung bei der Umgestaltung von Flächen beiderseits der Hase nördlich der Brücke der Straße von Badbergen nach Gehrde als sein am meisten Zeit in Anspruch nehmendes (in mehreren Abschnitten bearbeitetes) und erfolgreichstes Projekt. Grundlegende Planungen für die umfangreichste Renaturierungsmaßnahme an der Hase, die Wiederherstellung einer naturnahen Landschaft an der Unteren Hase und einigen Nebengewässern unterhalb von Haselünne auf einer Fläche von 420 ha durch ein wissenschaftlich begleitetes Erprobungs- und Entwicklungsvorhaben, begannen bereits 1991, also sechs Jahre vor der Gründung des Haseauenvereins. Den Verein würdigt das BfN mit den Worten: „Parallel zum [Erprobungs- und Entwicklungs-]Vorhaben ist 1997 […] der Verein zur Revitalisierung der Haseauen e.V. gegründet worden […]. Dieser besteht überwiegend aus den an der Hase gelegenen Kreisen, Städten und Gemeinden und hat seit seiner Gründung diverse Renaturierungsmaßnahmen an der Hase und ihren Zuflüssen umgesetzt. Ein Biotopverbundsystem ist an der Hase somit erfolgreich initiiert worden.“

## Theoretische und konzeptionelle Grundlagen
Das Umweltbundesamt bestimmte im November 2019 das Ziel aller vergangenen und künftigen Renaturierungsmaßnahmen im Einzugsgebiet der Hase: „Den Renaturierungsmaßnahmen an der Hase und ihren Zuläufen liegt die Idee zugrunde, eine komplette ⁠Gewässerlandschaft⁠ in ökologischer Hinsicht aufzuwerten. Übergeordnetes Ziel ist die Schaffung eines weit verzweigten Biotopverbundsystems im Hasetal. Dabei liegt der Fokus an der Hase selbst auf der Schaffung neuer Überschwemmungsräume sowie der Anlage extensiver Grünflächen, Auwälder und Feuchtbiotope. An den kleinen Zuläufen wie z. B. dem Schierenbach steht die strukturelle Verbesserung des Gewässerbettes im Vordergrund.“
Nach Auffassung des Bundesamtes für Naturschutz sollen Revitalisierungsmaßnahmen in und an Fließgewässern in Deutschland auch die Folgen von extremen Niedrigwassersituationen sowie Starkregenereignissen in den Gewässerlandschaften abmildern und notwendige Lebensraumstrukturen schaffen.
Der Haseauenverein stützt seine Gesamtkonzeption auf die Beschlüsse der UNO-Wasserkonferenzen seit 1977 und auf die daraus abgeleitete Nationale Wasserstrategie, deren erste Fassung 2023 vom Bundesumweltministerium beschlossen wurde. Besonders im Kontext der Klimakrise müsse Deutschland ertüchtigt werden, sowohl Dürren als auch Hochwasserereignisse mit möglichst geringen Beeinträchtigungen des Wasserhaushalts der Gewässerkörper, aber auch mit möglichst wenig Schäden für Mensch und Natur zu überstehen. Das Hauptproblem bei Betrachtung der Wasserbilanz Deutschlands seien nicht die katastrophalen Folgen einzelner Hochwasserereignisse. Wissenschaftliche Untersuchungen bestätigen, dass Deutschland im Vergleich zum langjährigen Durchschnitt bis zum Sommer 2023 etwa 10 Milliarden Kubikkilometer an Süßwasservorräten verloren hat und dass – trotz lang andauernden Perioden teils intensiver Niederschläge im Winterhalbjahr 2023/2024 – im Frühjahr 2024 noch nicht die im langjährigen Mittel gemessene Gesamt-Wassermenge erreicht ist. Dem Haseauenverein zufolge ist es sehr wichtig – auch und vor allem in seinem Zuständigkeitsbereich –, die Flussökologie zu stärken und eine nachhaltige Gewässerbewirtschaftung weiterzuentwickeln.
In neueren Planungen des Haseauenvereins ist eine Verlagerung des Akzents der Vereinsarbeit zu erkennen. Dem Verein geht es verstärkt um Fragen des Artenschutzes und der Artenvielfalt. Erkennbar wird dies an dem vom BfN geförderten Projekt Hase verbindet ‒ Insektenvielfalt am Fließgewässer fördern. Aktionsprogramm Natürlicher Klimaschutz. Die Trägerschaft für das Projekt erhielt der Haseauenverein.

## Bewertung von Renaturierungsmaßnahmen im Einzugsgebiet der Hase
Im Jahr 2021 bewertete das Bundesamt für Naturschutz die Ergebnisse der Renaturierungs-Maßnahmen unterhalb von Haselünne zwar insgesamt als Erfolg: „Als die größten ökologischen Erfolge des Vorhabens haben sich die Neugestaltung und Teil-Revitalisierung von Stillgewässern, der (zunächst unvollständige) Wiederanschluss der Altarme „Lahre“ und „Lehrte“ und der Erhalt von Sandmagerrasen und Silbergrasfluren durch extensive Beweidung herausgestellt. Hinzu kommen die Förderung des lokalen Tourismus durch die Anlage eines Radweges mit Aussichtsturm und – nicht zuletzt – die Gründung des Vereins zur Revitalisierung der Haseauen e.V. als Begleiteffekt des Vorhabens. […] Nicht gelungen ist dagegen die Umwandlung der vormals intensiv genutzten Agrarflächen in Feucht- und Nassgrünland. […] Das Untersuchungsgebiet ist nach wie vor stark landwirtschaftlich geprägt. Auentypische Feuchtlebensräume machen nur einen kleinen Bruchteil des Projektgebietes aus. […] Da es zu den Voraussetzungen für das Vorhaben zählte [und immer noch zu den Voraussetzungen für Renaturierungsvorhaben zählt], dass die Belange des Hochwasserschutzes und Rechte Dritter unangetastet blieben[,] kann sich die Kanalisierung der Hase auch heute noch negativ auf den Wasserhaushalt, das Hochwasserregime und die Eigendynamik der Aue auswirken.“